# Боровак при Полшнику
Боровак при Полшнику (на словенски: Borovak pri Polšniku) е село в Словения, Средна Словения, община Лития. Според Националната статистическа служба на Република Словения през 2015 г. селото има 17 жители.